# Deer Grove
Deer Grove ist ein Ort (mit dem Status „Village“) im Whiteside County im Nordwesten des US-amerikanischen Bundesstaates Illinois. Das U.S. Census Bureau hat bei der Volkszählung 2020 eine Einwohnerzahl von 38 ermittelt.

## Geografie
Deer Grove liegt auf 41°36′28″ nördlicher Breite und 89°41′22″ westlicher Länge und erstreckt sich über rund einen Quadratkilometer. Der Ort liegt in der Hahnaman Township. 
Deer Grove liegt rund 70 km östlich des Mississippi. Benachbarte Orte sind Rock Falls (19,2 km nördlich), Walnut (13,1 km südöstlich) und Tampico (10,6 km westnordwestlich).
Die nächstgelegenen größeren Städte sind Dubuque (157 km nordwestlich), Rockford (108 km nordöstlich), Chicago (194 km östlich), Peoria (107 km südlich) und die Quad Cities (85,6 km westlich).

## Verkehr
In Nord-Süd-Richtung führt die Illinois State Route 40 durch Deer Grove. Alle weiteren Straßen sind weiter untergeordnete und zum Teil unbefestigte Fahrwege.
Mit dem Whiteside County Airport befindet sich ein kleiner Flugplatz rund 15 km nördlich von Deer Grove. Die nächstgelegenen größeren Flughäfen sind der 101 km nordöstlich gelegene Chicago Rockford International Airport und der 85,9 km westsüdwestlich gelegene Quad City International Airport.

## Demografische Daten
Nach der Volkszählung im Jahr 2010 lebten in Deer Grove 48 Menschen in 19 Haushalten. Die Bevölkerungsdichte betrug 48 Einwohner pro Quadratkilometer. In den 19 Haushalten lebten statistisch je 2,53 Personen. 
Ethnisch betrachtet setzte sich die Bevölkerung zusammen aus 97,9 Prozent Weißen sowie 2,1 Prozent (eine Person) amerikanischen Ureinwohnern.
27,1 Prozent der Bevölkerung waren unter 18 Jahre alt, 62,5 Prozent waren zwischen 18 und 64 und 10,4 Prozent waren 65 Jahre oder älter. 54,2 Prozent der Bevölkerung war weiblich.
Das mittlere jährliche Einkommen eines Haushalts lag bei 27.250 USD. Das Pro-Kopf-Einkommen betrug 12.097 USD. 51,3 Prozent der Einwohner lebten unterhalb der Armutsgrenze.